# POINTS
『POINTS』（ポインツ）は、尾崎亜美の通算11作目のレギュラーアルバムであり、1作目のセルフカバー・アルバムである。1983年12月5日にキャニオンレコードから発売された。

## 概要
前作『MIRACLE』から僅か4カ月という短いインターバルで発売された。他のアーティストに楽曲提供した曲を集めた初のセルフカバー・アルバムで、幅広い年代の曲からセレクトされている。また本作が好評だったためにシリーズ化され、後に『POINTS-2』『POINTS-3』と続編が制作され、さらに1996年には、″POINTSシリーズ″ 3枚の中から選曲された再編集盤『SUPER POINTS』が発売された。尾崎はタイトルが「POINTS」と複数形であることが重要であると言い、これには「色々な人たちとの接点を集めたアルバム」という意味が込められていると話している。
レコーディングは、当時演奏に尽力してくれたというバンド ″The Boze″ のメンバーへの御礼を兼ねてロサンゼルスで行われ、選曲はバンド・サウンドで演奏し易い曲を条件に、尾崎のほか、メンバーやスタッフも加わり決められて行った。
2013年11月にHQCDが紙ジャケット仕様で再発売された際には、オリジナル・アルバム未収録シングル「恋するマリンパーク」とB面曲「月の浜辺 ～マヤマヤ・ビーチ～」のシングル・ヴァージョンがボーナストラックとして追加収録された。

## 収録曲

### LP / CT
| 全作詞・作曲: 尾崎亜美（特記以外）、全編曲: 小林信吾・堀信泰。 |                                          |                      |                      |      |
| #                                                              | タイトル                                 | 作詞                 | 作曲・編曲           | 時間 |
| 1.                                                             | 「春の予感 -I've been mellow-」          | 尾崎亜美（特記以外） | 尾崎亜美（特記以外） | 3:54 |
| 2.                                                             | 「月の浜辺 ～マヤマヤ・ビーチ～」        | 尾崎亜美（特記以外） | 尾崎亜美（特記以外） | 3:15 |
| 3.                                                             | 「あなたの空を翔びたい」(補作詞：藤村渉) | 尾崎亜美（特記以外） | 尾崎亜美（特記以外） | 4:29 |
| 4.                                                             | 「風を見つめて」                         | 尾崎亜美（特記以外） | 尾崎亜美（特記以外） | 3:56 |
| 5.                                                             | 「Lady」                                 | 尾崎亜美（特記以外） | 尾崎亜美（特記以外） | 3:53 |
| 合計時間:                                                      | 合計時間:                                | 19:27                |                      |      |

| 全作詞・作曲: 尾崎亜美、全編曲: 小林信吾・堀信泰。 |                                             |          |            |      |
| #                                                  | タイトル                                    | 作詞     | 作曲・編曲 | 時間 |
| 1.                                                 | 「地中海ドリーム」                          | 尾崎亜美 | 尾崎亜美   | 3:01 |
| 2.                                                 | 「パステル ラヴ」                           | 尾崎亜美 | 尾崎亜美   | 3:43 |
| 3.                                                 | 「化粧なんて似合わない」                    | 尾崎亜美 | 尾崎亜美   | 4:44 |
| 4.                                                 | 「Heart & Hard ～時には強く時には優しく～」 | 尾崎亜美 | 尾崎亜美   | 4:48 |
| 5.                                                 | 「ひとりぼっちのクリスマスソング」          | 尾崎亜美 | 尾崎亜美   | 4:25 |
| 合計時間:                                          | 合計時間:                                   | 20:41    |            |      |

### CD
| 全作詞・作曲: 尾崎亜美（特記以外）、全編曲: 小林信吾・堀信泰。 |                                             |                      |                      |      |
| #                                                              | タイトル                                    | 作詞                 | 作曲・編曲           | 時間 |
| 1.                                                             | 「春の予感 -I've been mellow-」             | 尾崎亜美（特記以外） | 尾崎亜美（特記以外） | 3:54 |
| 2.                                                             | 「月の浜辺 ～マヤマヤ・ビーチ～」           | 尾崎亜美（特記以外） | 尾崎亜美（特記以外） | 3:15 |
| 3.                                                             | 「あなたの空を翔びたい」(補作詞：藤村渉)    | 尾崎亜美（特記以外） | 尾崎亜美（特記以外） | 4:29 |
| 4.                                                             | 「風を見つめて」                            | 尾崎亜美（特記以外） | 尾崎亜美（特記以外） | 3:56 |
| 5.                                                             | 「Lady」                                    | 尾崎亜美（特記以外） | 尾崎亜美（特記以外） | 3:53 |
| 6.                                                             | 「地中海ドリーム」                          | 尾崎亜美（特記以外） | 尾崎亜美（特記以外） | 3:01 |
| 7.                                                             | 「パステル ラヴ」                           | 尾崎亜美（特記以外） | 尾崎亜美（特記以外） | 3:43 |
| 8.                                                             | 「化粧なんて似合わない」                    | 尾崎亜美（特記以外） | 尾崎亜美（特記以外） | 4:44 |
| 9.                                                             | 「Heart & Hard ～時には強く時には優しく～」 | 尾崎亜美（特記以外） | 尾崎亜美（特記以外） | 4:48 |
| 10.                                                            | 「ひとりぼっちのクリスマスソング」          | 尾崎亜美（特記以外） | 尾崎亜美（特記以外） | 4:25 |

| 全作詞・作曲: 尾崎亜美。 |                                                           |           |            |          |      |
| #                        | タイトル                                                  | 作詞      | 作曲・編曲 | 編曲     | 時間 |
| 11.                      | 「恋するマリンパーク」                                    | 尾崎亜美  | 尾崎亜美   | 小林信吾 | 3:47 |
| 12.                      | 「月の浜辺 ～マヤマヤ・ビーチ～」(シングル・ヴァージョン) | 尾崎亜美  | 尾崎亜美   | 尾崎亜美 | 3:16 |
| 合計時間:                | 合計時間:                                                 | 合計時間: | 47:33      |          |      |

## 2013年版追加収録シングル

### 概要
表題曲「恋するマリンパーク」は何らかの企画のテーマ曲として書かれたものだったため、オリジナルアルバムには収録されなかった。シングルレコードはジャケットの内側が″ぬり絵″になっており、シングルのジャケットが気に入らない人は自分の好きなように塗ったものを応募でき、グランプリに選ばれた作品は渋谷パルコの壁画に採用されるという企画が用意された。
B面曲「月の浜辺 ～マヤマヤ・ビーチ～」は金井夕子に提供した曲のセルフカバー。後に岩崎良美もカバーしている。『POINTS』に収録されたものとはバージョンが異なっている。

## 楽曲解説
1. 春の予感 -I've been mellow-
南沙織への提供曲。アルバム『STOP MOTION』にも収録されているが、今作に収録されているのは別アレンジである。南沙織版は「春の予感 -I've been mellow-」参照。
2. 月の浜辺 ～マヤマヤ・ビーチ～
金井夕子への提供曲。
3. あなたの空を翔びたい
髙橋真梨子への提供曲で、ペドロ&カプリシャスを脱退した高橋のソロデビュー曲だった。なお、補作詞担当の藤村渉は、当時西武流通グループ代表・堤清二のペンネーム。
4. 風を見つめて
榊原郁恵への提供曲。
5. Lady
桜田淳子への提供曲。
6. 地中海ドリーム
杏里への提供曲。
7. パステル ラヴ
金井夕子への提供曲。
8. 化粧なんて似合わない
岩崎良美への提供曲。
9. Heart & Hard ～時には強く時には優しく～
高橋真梨子への提供曲で、「あなたの空を翔びたい」に続く2枚目のシングルA面曲だった。
10. ひとりぼっちのクリスマスソング
榊原郁恵への提供曲。

## 参加ミュージシャン
Drums, Percussion - 河野通夫
Bass - 深井康介
keyboards - 小林信吾
Guitar - 堀越信泰
Synthesizer - 尾崎亜美・小林信吾
Chorus - 尾崎亜美・小林信吾・堀越信泰